# Eberswalder Faschingstage

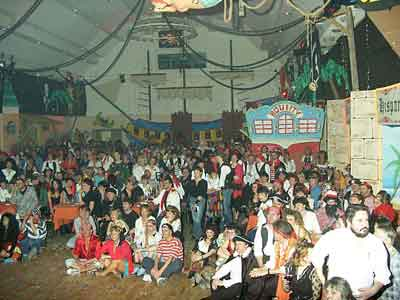
Forstfasching in Eberswalde – Saison 2003

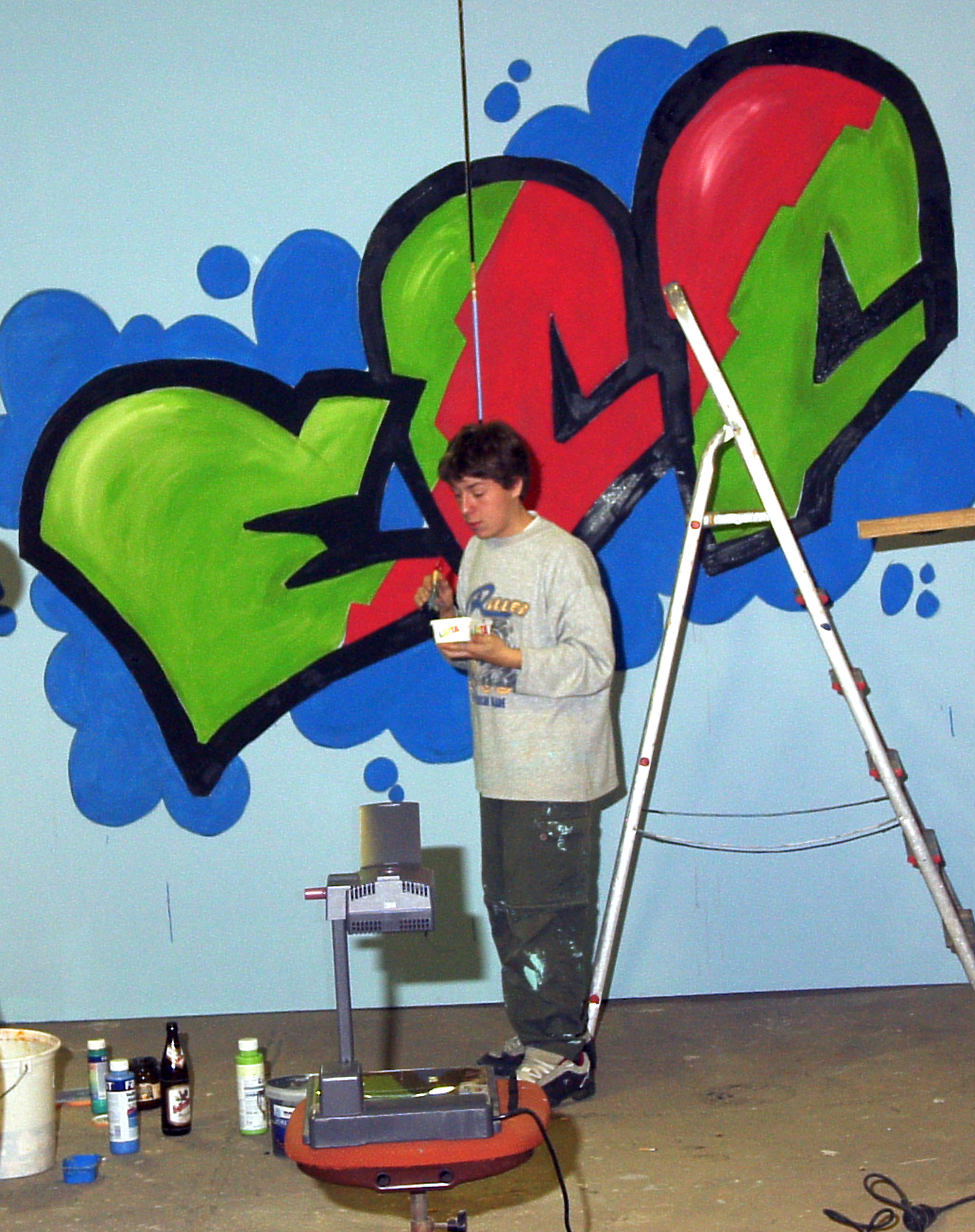
Vorbereitungsarbeiten

Die Eberswalder Faschingstage finden jährlich im Januar/Februar statt und sind eng an die Forstakademie gebunden. Veranstalter waren immer wieder die drei Eberswalder Forschungsinstitute (Forstwissenschaften, Bodenkunde und Pflanzenschutz). Diese konnten nur bis zur Wende die Verantwortung leisten.
Im Gegensatz zu anderen Städten existieren zwei Versionen der Veranstaltungen. Der Eberswalder Forstfasching e. V. gestaltet die Räume des Schuppens mit aufwendigen Kulissen und hat jährlich drei Veranstaltungen mit etwa 2000 Besuchern ohne Büttenreden, Elferrat und Funkengarde – die Mitglieder des Vereins gestalten selbst ein Bühnen- und Saalprogramm. Der Eberswalder Karneval Klub e. V. veranstaltet einen Karneval wie er im Rheinland üblich ist.
Die Eberswalder Faschingstage sind Höhepunkt des Kulturlebens der Stadt.
2017 fand er zum 50. Mal statt.

## Fasching

Logo des Eberswalder Forstfasching e. V.

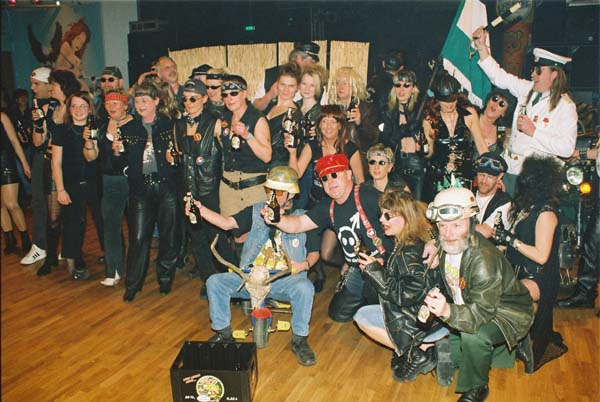
Bikerfasching 2004

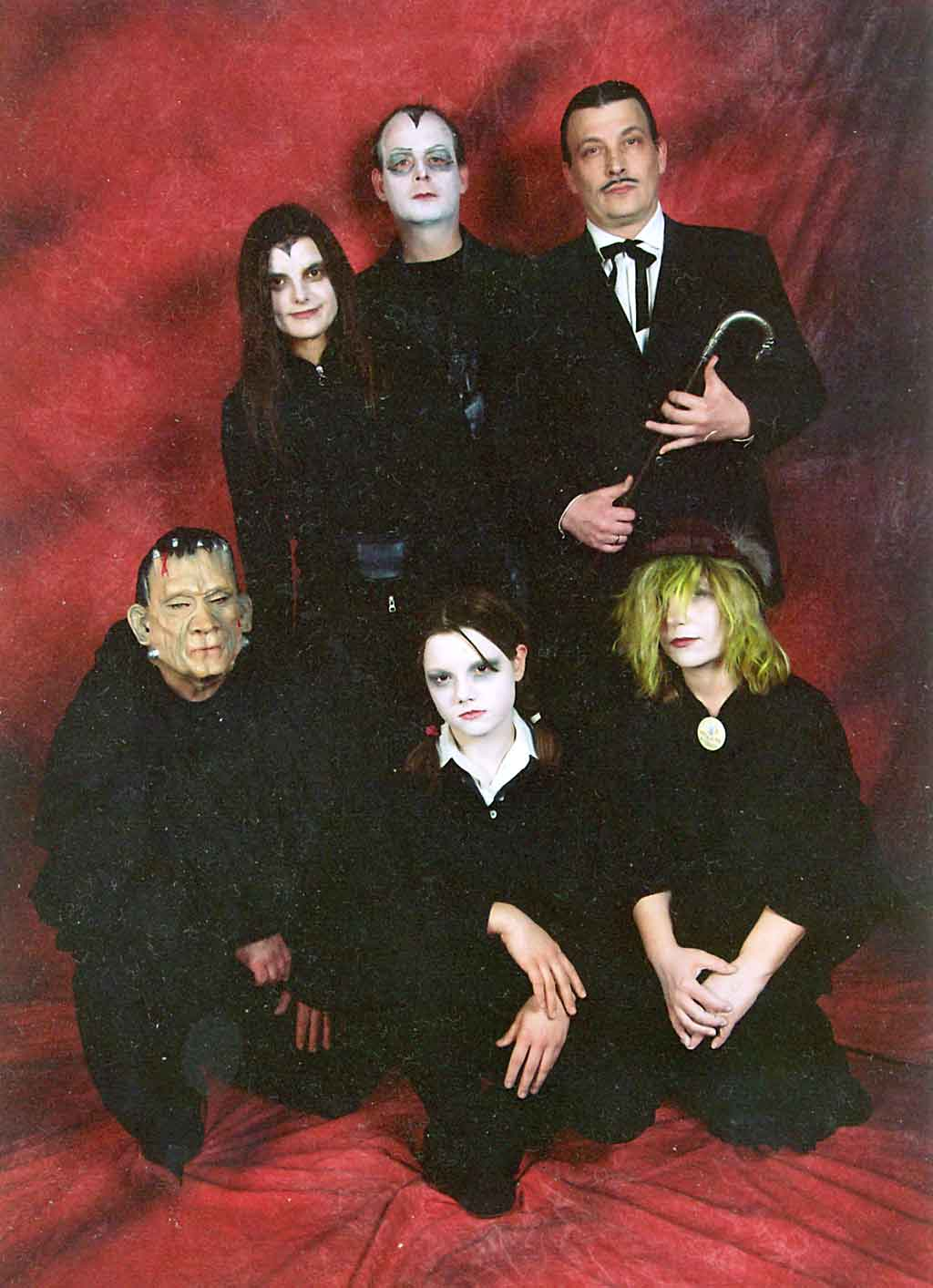
Saison 2005: Cinema – ein Traum wird wahr

Der Eberswalder Forstfasching e. V. pflegt die Eberswalder Faschingstraditionen:
- Aufwendige Ausgestaltung der Kulissen
- Einmarsch des Vereins und Bühnenshow
- Verkleidung und Maskierung nach einem Motto

„Das Feiern hat in Eberswalde Tradition. Der Eberswalder Forstfasching war schließlich schon zu DDR-Zeiten legendär. Dass die damaligen, bekanntlich wenig humorvollen Staatslenker das hiesige Treiben nicht gerne sahen, machte die ganze Sache nur noch beliebter. ‘“

Erste nachweisliche Faschingsumzüge gab es im Jahr 1898. Diese wurden selbst zur Zeit des Nationalsozialismus durchgeführt.
Nach 1945 gingen die Eberswalder zum Maskenball ins Volkshaus und zu institutsinternen Faschingsveranstaltungen ins Haus der Einheit am Weidendamm.
Im Jahre der 700-Jahr-Feier 1954 fand ein Umzug der Studenten mit einem Pferdewagen der Eberswalder Brauerei vom Forstinstitut zum Kranbau statt.
Im Winter fanden 'grüne Bälle' im Volkshaus statt, zum 125-jährigen Jubiläum der Fachhochschule sogar im Volkshaus und im Haus der Einheit, dieses stand auf dem Gelände des jetzigen Parkes Weidendamm. Diese Veranstaltungen waren aber nicht wirkliche Faschinge, in dieser Zeit wurde viel öfter gefeiert als heute. Die grünen Bälle waren Veranstaltungen der Studenten in Eberswalde, keine offiziellen Veranstaltungen.
Bereits 1956/57 gab es gemeinsame Umzüge der Forststudenten und der Brauerei. In den Folgejahren kehrte wieder Ruhe ein – zu viele betrunkene Bürger, Arbeitsausfälle usw. passten nicht in das Bild des Sozialismus.
1966 wurde von Dr. Gillwald ein Faschingsfest in den Räumen der forstlichen Hochschule organisiert. Daraus ist eine Faschingskommission entstanden, die in den Folgejahren alle Feste vorbereitete.
Der erste Fasching 1967 war noch ein reines Betriebsfest, aber bereits in den 70er Jahren wurden die Feiern auf drei Wochen ausgedehnt, wie es heute noch üblich ist. Am 11.11. wird das Faschingsmotto der laufenden Saison bekanntgegeben, dieses gilt auch für die Veranstaltungen der anderen Vereine. Der Forstfasching hält sich nicht an die rheinischen Traditionen, bei denen der Fasching zum Aschermittwoch vorbei ist. So fanden die letzten beiden Veranstaltungen der Saison 2005 nach Rosenmontag statt.
In den Jahren 1988 bis 1990 musste der Forstfasching seine Veranstaltungen wegen Bauarbeiten ins „Las Vegas“ – Haus der Kultur verlegen. 1995 zogen sie ebenfalls wegen Bauarbeiten gar in den Speisesaal des Ausbesserungswerkes der Deutschen Bahn AG Eberswalde (RAW).
Mit diesen Umzügen war für den Eberswalder Forstfasching e.V., der sich seit dem Jahre 1990 in zweiter Generation gründete, immer wieder ein Riesenaufwand verbunden. Die Bühnen- und Saaldekorationen sind auf den Schuppen zugeschnitten.
Das Vereinsleben ist geprägt durch die Vorbereitungsarbeiten der Faschingsveranstaltungen, welche sich über das ganze Jahr hinziehen. Da der Veranstaltungsort 'Schuppen' komplett dekoriert wird, finden sich die Kulissenmaler bereits im Herbst zusammen und gestalten jedes Jahr ein anderes Thema. Dabei werden maßgefertigte Holzrahmen, welche mit Leinwand bezogen sind, mit zum Thema passenden Bildern, Comics und den jährlich wechselnden Maskottchen bemalt. Im Herbst und Winter werden über 1000 m² Kulissen bemalt. Viele Besucher kommen extra früher, um die Ausstattung der Säle in Ruhe zu betrachten.

## Karneval

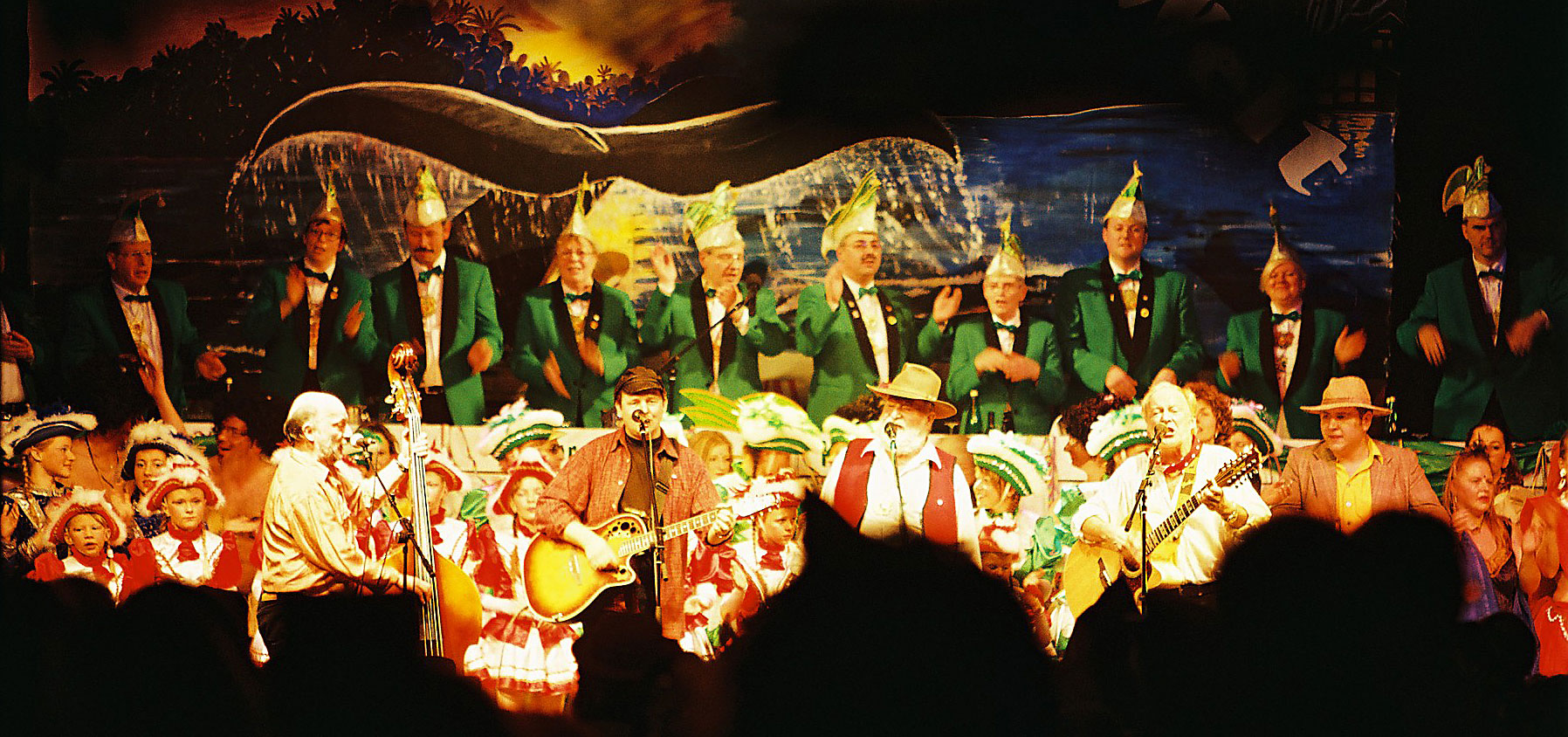
Karneval 2007

Im Jahr 1986 kam es zu einer Trennung einiger Aktiver vom Fasching.
Der Eberswalder Karnevalklub e. V. (EKK) entstand auf Bestreben staatlicher Kulturorganisationen, um einen Dachverband für die vielen verschiedenen Faschingsveranstaltungen zu schaffen. Es fanden zeitweise bis zu 20 verschiedene Faschingsveranstaltungen der Eberswalder Vereine, Organisationen und Betriebe im Schuppen statt:
- Forstfasching
- Fasching des ADMV
- Mückefasching
- Medizinerfasching
- Kranbaufasching

Diese staatlich ungeregelte Situation sollte unter dem Dach des EKK besser kontrolliert werden. Aus diesem Grund waren im Elferrat des EKK in den ersten Jahren Vertreter aller genannten Vereine vertreten.
Der EKK pflegt die rheinischen Bräuche mit Büttenrede, Elferrat und Gardetanz auf seinen Veranstaltungen. Die anderorts übliche Wahl eines Prinzenpaares findet jedoch nicht statt.

## Bisherige Veranstaltungen
| Jahr | Motto | Ort *) |
| ---- | --- | ------ |
| 1965 | Jubel, Trubel, Heiterkeit                                                                                          | 1 *)   |
| 1966 | Akademie, toll wie nie                                                                                             | 1 *)   |
| 1967 | Seemannsfasching erstes komplexes Masken- und Kostümfest der drei Eberswalder Akademieinstitute im Kreiskulturhaus | 2 *)   |
| 1968 | Jahrmarkt in einzelnen Städten                                                                                     | 2 *)   |
| 1969 | Vom Hades zum Olymp                                                                                                | 2 *)   |
| 1970 | Auf, auf zum fröhlichen Jagen                                                                                      | 2 *)   |
| 1971 | Närrische Kneip(t)kur                                                                                              | 2 *)   |
| 1972 | Närrischer Märchenwald                                                                                             | 2 *)   |
| 1973 | Reise um die Erde                                                                                                  | 2 *)   |
| 1974 | Frühling, Sommer, Herbst und Winter                                                                                | 2 *)   |
| 1975 | Besuch im Kosmos                                                                                                   | 2 *)   |
| 1976 | Manege frei – Zirkus, SEX und 70                                                                                   | 2 *)   |
| 1977 | Eberswalder Walpurgisnächte                                                                                        | 2 *)   |
| 1978 | Korallen, Nixen, Klabautermänner                                                                                   | 2 *)   |
| 1979 | 725 Jahre Eberswalde                                                                                               | 2 *)   |
| 1980 | OLYMP- „ische“ Spiele                                                                                              | 2 *)   |
| 1981 | 1001 Nacht | 2 *)   |
| 1982 | Rock & Pop | 2 *)   |
| 1983 | Närrisches Treiben um die Zeitenwende „Die alten Germanen“                                                         | 2 *)   |
| 1984 | Jahrmarkt der Lustbarkeit                                                                                          | 2 *)   |
| 1985 | Eine Nacht in Venedig                                                                                              | 2 *)   |
| 1986 | Himmel, Hölle, A.... und Zwirn                                                                                     | 2 *)   |
| 1987 | Dieses war der sexte Streich – und der nächste also gleich ? ...                                                   | 2 *)   |
| 1988 | Ganoventreff | 3 *)   |
| 1989 | Bunter Operettenball                                                                                               | 3 *)   |
| 1990 | Wer etwas wagt, gewinnt Glücksspiele im „Las Vegas“                                                                | 3 *)   |
| 1991 | ausgefallen (Golfkrieg)                                                                                            |        |
| 1992 | Hurra, die Preußen...                                                                                              | 4 *)   |
| 1993 | Neue Narren braucht das Land                                                                                       | 4 *)   |
| 1994 | Carneval in Rio | 4 *)   |
| 1995 | Robin Hood in Eberswood                                                                                            | 5 *)   |
| 1996 | Charleston, Chaplin, Cabarét                                                                                       | 4 *)   |
| 1997 | Flower, Power, Rock'n'Roll ...                                                                                     | 4 *)   |
| 1998 | Ein Wigwam steht im Schwärzetal                                                                                    | 4 *)   |
| 1999 | Riesenfete bei Nofretete                                                                                           | 4 *)   |
| 2000 | Ciao Venezia | 4 *)   |
| 2001 | Mission (T)RAUMfahrt 3001 in einem Land nach unserer Zeit                                                          | 4 *)   |
| 2002 | Zauberland der G.Lüste                                                                                             | 4 *)   |
| 2003 | mit Brandy, Säbel und Fregatte Piratensause im Schwärzehause                                                       | 4 *)   |
| 2004 | Bikerfasching Mit Andy und Werner im Schwärzehause                                                                 | 4 *)   |
| 2005 | Cinema-ein Traum wird wahr                                                                                         | 4 *)   |
| 2006 | Jadestab und Lotosblüte – Fas-Ching bis zur Morgenröte                                                             | 4 *)   |
| 2007 | 40 Jahre um die Welt – eigenwillig, frech, farbig                                                                  | 4 *)   |
| 2008 | Vata Morgana küßt Mutta Sultana                                                                                    | 4 *)   |

Veranstaltungsorte
1. Institutsgebäude in der Schicklerstraße
2. Schuppen  Harmonie / Volkshaus / Kreiskulturhaus / Kulturhaus „Schwärzetal“
3. Las Vegas  Haus der Kultur
4. Schuppen  „Schwärzetal“ / „Haus Schwärzetal“
5. RAW  Speisesaal des Ausbesserungswerkes der Deutschen Bahn AG Eberswalde

## Bilder von Kulissen älterer Veranstaltungen

1969
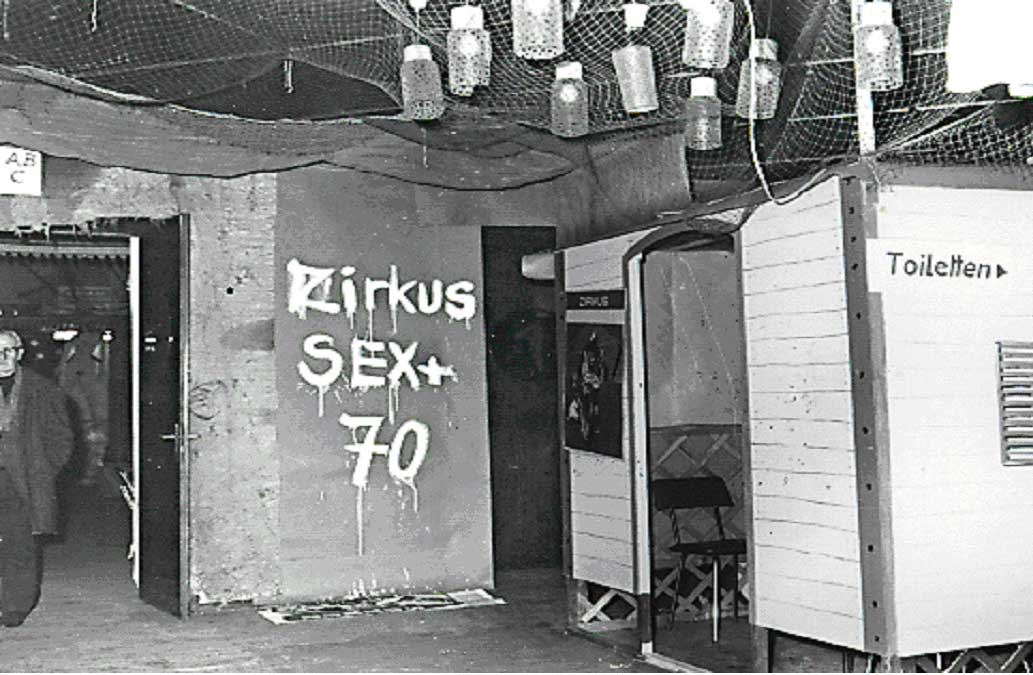
1970
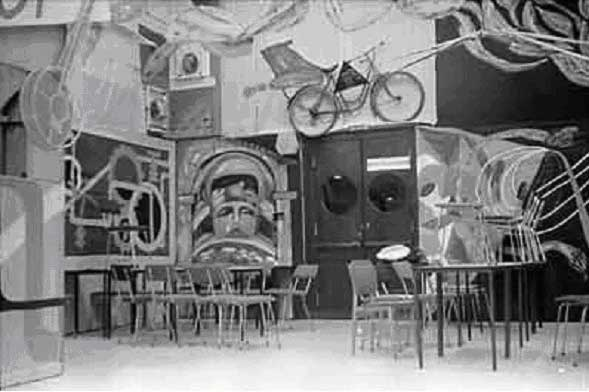
1982